# Buenas tardes, mucho gusto
Buenas tardes, mucho gusto fue el primer programa televisivo de cocina con gran éxito en la Argentina de los años ´60. Tuvo tres conductoras en su historia: Maricarmen, Annamaría Muchnik y Canela.

## Historia
Fue el primer programa, luego de la creación del canal, que tenía como finalidad informar al público femenino sobre la forma de elaborar los platos más fáciles, económicos y tentadores posibles. Además de dar consejos para la belleza y las manualidades. Se transmitió de lunes a viernes a las 14 hs por Canal 13.
Su primera conductora, luego de Gloria Raines, fue Maricarmen que se desempeñó como animadora desde 1960 hasta 1963, cuando tuvo que abandonar por su futuro matrimonio, siendo reemplazada transitoriamente por Elsa San Martín.
Al Productor general del programa (de la empresa TELEPROGRAMAS ARGENTINOS)  se le ocurrió una idea espectacular: incorporar a su propia hija que por aquel entonces contaba con 17 años de edad y se llamaba Annamaría, desempeñándose desde 1964 hasta 1967. Luego del programa se fue a estudiar teatro a Europa y, entonces, don Pedro le ofrece a la periodista Canela conducir su programa. Tanto Annamaría como Canela volvieron a lo largo del ciclo pero de manera transitoria.
El 31 de marzo de 1982, ya en Canal 9, "Buenas tardes, Mucho gusto" se despide de la televisión argentina por decisión de un coronel del Proceso que anula las coproducciones y cierra un espacio de 22 años ininterrumpidos.
El director de cámaras más destacado del ciclo fue Osías Wilensky, que participó muchos años en canal 13 y luego, en canal 9. En canal 13 también lo dirigió: Miguel Larrarte, Gerardo Mariani, Eduardo Tedesco, Veras Alem. Y en canal 9: Alejandro Faura.
En canal 13: La escenografía era de Caldentey, iluminación: Arquimedes Benítez, Alfredo San Juan, Jorge Bonanno, Jorge Correa, Francisco Palau, Adolfo Abate, José V. Barcia, Domingo Aguirre, Héctor Nastasi, Néstor Montalenti, Juan Bottecchia, José Elías, Juan Carlos Berraud, Marcelo Stabio.
Guiones de Blanca Cotta y Paula Molina, asesoramientos gastronómicos: Blanca Cotta, María Adela Baldi. y Chichita de Erquiaga, Producción general: Teleprogramas Argentinos.
Supervisión General: Pedro Muchnick.
En su momento contuvo elementos de educación médica con la contribución del pediatra Dr. Jorge A. Almeida.
Algunos eslóganes que acompañaban al título, que en ese momento se hacían en cartones negros, fueron:
- "BUENAS TARDES MUCHO GUSTO", "EL PRIMER PROGRAMA ÚTIL DE LA TELEVISIÓN ARGENTINA"
- "BUENAS TARDES MUCHO GUSTO", "EL PROGRAMA MÁS ÚTIL DE LA TELEVISIÓN"
- "BUENAS TARDES MUCHO GUSTO", "EL PROGRAMA MÁS ÚTIL PARA LA MUJER Y EL HOGAR"
- Al comenzar y terminar el programa, los conductores, al igual que los que participaban en las distintas secciones, abrían y cerraban, con el nombre del programa a modo de saludo: "Buenas Tardes Mucho Gusto"

## Elenco
Conductoras:
- Gloria Raines
- Elsa San Martín
- Maricarmen
- Silvia
- Annamaría Muchnik
- Canela
- Maisabé
- Geno Díaz
- Laly Cobas
- Pepita
- Jorge Beillard
- Guillermo Lázzaro
- Tía Valentina

Los expertos que pasaron por este ciclo fueron entre otros:
- Petrona Carrizo de Gandulfo (acompañada por su asistente Juanita)[3]
- Blanca Cotta
- Chichita de Erquiaga
- Alberto Cormillot
- Choly Berreteaga
- Florencio Escardó
- Cecilia Muchnik
- Marta Cerain
- Elba Hasink (Primera profesional de la TV argentina en asesorar en vivo a los jubilados y llevar funcionarios del área)
- Lyda Bianchi
- Eduardo Bergara Leumann
- Mario Socolinsky
- Raquel Gleizer
- Susana Fontana
- María Adela Baldi
- Chola Ferrer
- Pedro Stramessi
- Lidia Soneira
- Beba Lorena (Moda)
- Poldy Bird
- Haydée Padilla (Interpretando al personaje de Segunda, una mucama del barrio).
- Nora Perlé
- Magdalena Ruiz Guiñazú
- Marta Beines
- Gerardo Coudet
- profesor Cattarozzi (cartuchito)

Los últimos productores del programa fueron Luis Nuñez e Isabel Halle con la supervisión general de Don Pedro Muchnik y la producción general de TELEPROGRAMAS ARGENTINOS.

## Premios
A lo largo de su ciclo el programa tuvo varios galardones y numerosas nominaciones.
En 1960 recibió el Premio Martín Fierro en el rubro "Mejor Programa Hogareño".
En 1966 y 1967 ganó nuevamente el Martín Fierro como "Mejor programa femenino".

## Libros
Previamente a ser un programa ya en los años 1959 se comenzaba a publicar obras relacionadas con la cocina llamada Mucho Gusto y sus libros, cuyo director y editor era don Herminio Muchnik , hermano de don Pedro.Con el apoyo de Blanca Cotta.